# Katpadi
Katpadi es una ciudad y nagar Panchayat situada en el distrito de Vellore en el estado de Tamil Nadu (India). Su población es de 28797 habitantes (2011). Se encuentra a 7 km de Vellore y a 70 km de Kanchipuram.

## Demografía
Según el censo de 2011 la población de Katpadi era de 28797 habitantes, de los cuales 16851 eran hombres y 11946 eran mujeres. Katpadi tiene una tasa media de alfabetización del 89,70%, superior a la media estatal del 80,09%: la alfabetización masculina es del 94,48%, y la alfabetización femenina del 82,82%.